# مارينا أورسيني
مارينا أورسيني هي مقدمة برامج إذاعية وممثلة كندية، ولدت في 4 يناير 1967 بمونتريال في كندا.

## وصلات خارجية
- مارينا أورسيني على موقع IMDb (الإنجليزية)
- مارينا أورسيني على موقع الموسوعة البريطانية (الإنجليزية)
- مارينا أورسيني على موقع ألو سيني (الفرنسية)
- مارينا أورسيني على موقع ميوزك برينز (الإنجليزية)
- مارينا أورسيني على موقع أول موفي (الإنجليزية)
- مارينا أورسيني على موقع قاعدة بيانات الأفلام السويدية (السويدية)
- مارينا أورسيني على موقع قاعدة بيانات الفيلم (الإنجليزية)
- مارينا أورسيني على موقع كينوبويسك (الروسية)